# Åke Andersson (konstnär)
Åke Andersson, född 1943 i Söderfors i Uppland, är en svensk målare och tecknare.
Andersson studerade vid Idun Lovéns konstskola 1965–1966 och Pernbys målarskola 1966–1968, samt teckning och målning vid Konsthögskolan i Stockholm 1968–1974. Separat har han ställt ut genom Södertälje konstförening, Cafe Mejan i Stockholm och ett flertal gånger på Galleri Final i Malmö. Han har medverkat i samlingsutställningar på Liljevalchs vårsalonger, ett flertal Sörmlandssalonger, Stockholm Art Fair, Konstmässan i Sollentuna och ett flertal gånger på Saltskog Gård. Bland hans offentliga arbeten märks väggmålningar på Vårbergs sjukhus, Dalens sjukhus, Roslagens sjukhus, Torekällbergets värdshus, Södertälje västra postterminal, Wedaterminalen i Södertälje och stenskulpturen Blått sken i Borås. Hans konst består av realistiska bilder i olja, akvarell eller i form av teckningar.

## Offentlig konst i urval
Väggmålningar på Vårbergs sjukhus, Dalens sjukhus och Roslagens sjukhus